# Kapelle der sieben Heiligen

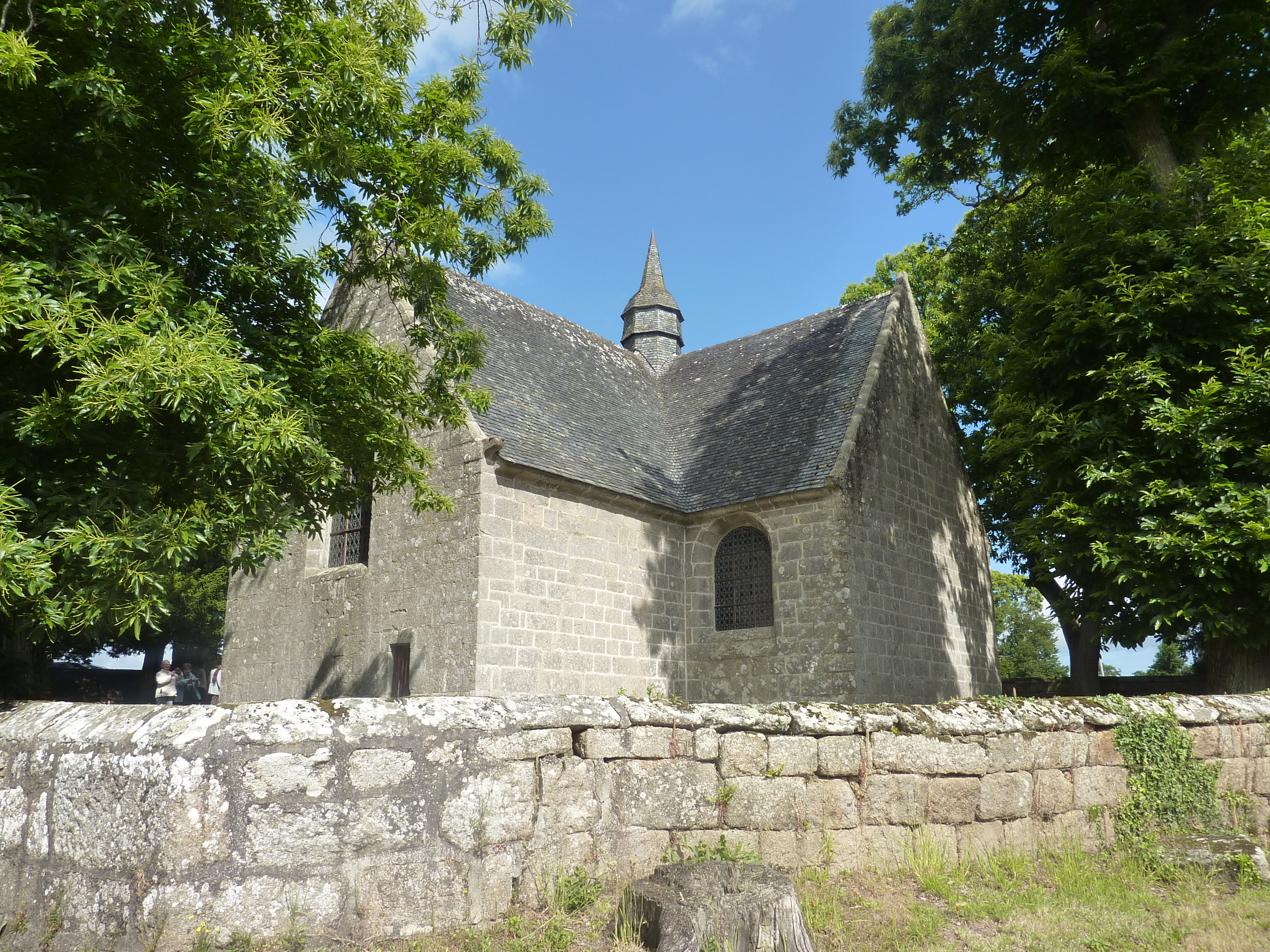
Chapelle des Sept-Saints

Die kleine kreuzförmige Kapelle der sieben Heiligen (französisch Chapelle des Sept-Saints (d’Éphèse – Turquie)) in Le Vieux-Marché, südlich von Lannion ist eine Wallfahrtskapelle, die zwischen 1704 und 1714 in der Nähe von Plouaret bei Lannion im Département Côtes-d’Armor in der Bretagne in Frankreich errichtet wurde. Der Name „Sept-Saints“ ist in der Region häufig, unter anderem wurden Dolmen, Menhire und Quellen so benannt.
Die Kapelle ist ein Christianisiertes Megalithmonument, das auf dem Rest einer Allée couverte (Galeriegrab) errichtet wurde. Die Megalithanlage befindet sich als Krypta im Bereich des südlichen Querschiffs, das wie das linke sechs Stufen höher liegt. Der Kammerbereich ist etwa 4,4 Meter lang und 2,1 Meter breit, bei einer inneren Höhe zwischen 1,5 und 1,9 m. An der Rückwand der Galerie befindet sich ein Bankaltar, auf dem Heiligenfiguren stehen. Er besteht aus dem Orthostat der Nordseite (2,0 m lang und 1,7 m hoch), der mittels Mauerwerk verlängert worden ist. An der Südseite sind zwei Orthostate (1,8 m lang, 1,7 m hoch und 1,8 m lang und 1,75 m hoch). Die Endplatte wird unten vom Bankaltar verdeckt, von dem sie 0,85 m hoch ragt. Das Ganze wird von zwei Deckenplatten (2,1 m lang und 1,3 m breit und 3,65 m lang und 2,4 m breit) bedeckt, deren Oberflächen den Querschiffsboden bilden.

Plan des Dolmen
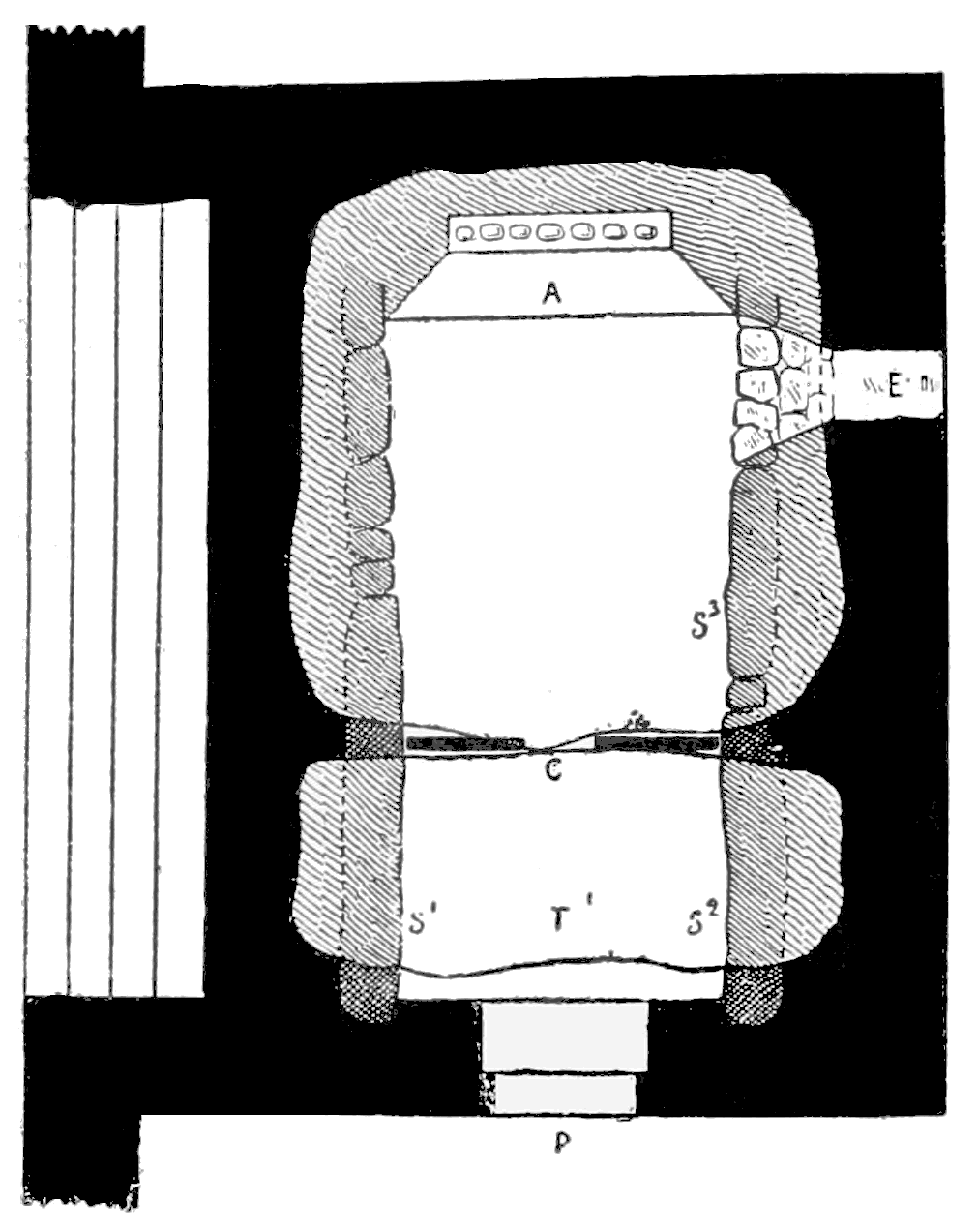
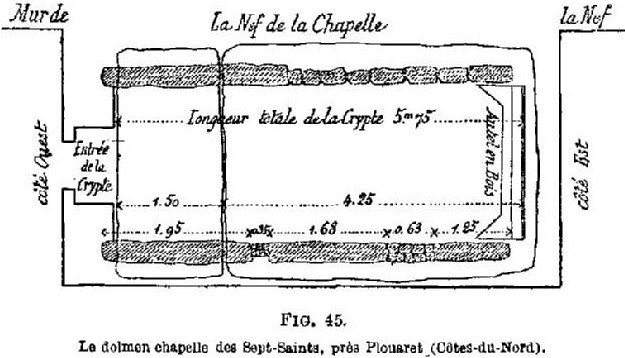
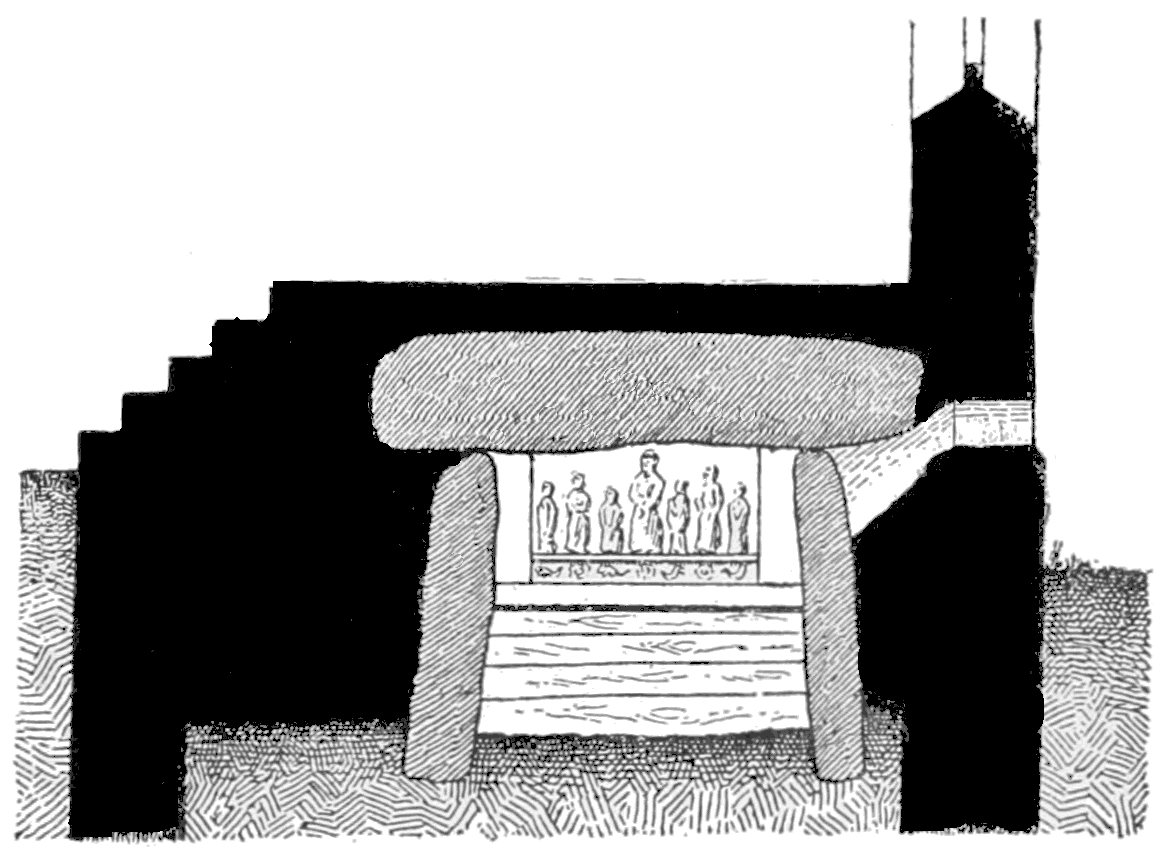

## Legenden
Es wird erzählt, dass die sieben Statuen, die heute auf dem Altar stehen, bei der Ausgrabung des Dolmens gefunden wurden. Der Name der Kapelle geht auf die „Siebenschläfer von Ephesus“ zurück.
In der Nähe entspringt ein Gewässer aus sieben Quellen.